# Monomoy Girl
Monomoy Girl, född 26 mars 2015 i USA, är ett engelskt fullblod. Hon tränades av Brad H. Cox och reds av Florent Geroux. Hon var under tävlingskarriären aldrig sämre än tvåa i något löp.

## Karriär
Monomoy Girl sprang in totalt in 4 576 818 dollar på 17 starter, varav 14 segrar och 3 andraplatser. Hon tog karriärens största segrar i Rags to Riches Stakes (2017), Rachel Alexandra Stakes (2018), Ashland Stakes (2018), Kentucky Oaks (2018), Acorn Stakes (2018), Coaching Club American Oaks (2018), Ruffian Handicap (2020), La Troienne Stakes (2020), Bayakoa Stakes (2021) och Breeders' Cup Distaff (2018, 2020).
Monomoy Girl är en brunt sto med en vit stjärna uppfödd i Kentucky av FPF LLC & Highfield Ranch. Som ettåring såldes hon på auktion för 100 000 dollar till BSW Bloodstock / Liz Crow. Ägarna var ett partnerskap som bestod av Michael Dubb, Sol Kumins Monomoy Stables LLC, The Elkstone Group och Bethlehem Stables.
Monomoy Girl sattes tidigt i träning hos Brad H. Cox. Hon debuterade i löp den 5 september 2017 i ett maidenlöp på Indiana Grand Race Course, där hon segrade direkt. Under debutsäsongen startade hon fyra gånger, och segrade i tre av starterna. Hon var endast slagen med en nos i Golden Rod Stakes på Churchill Downs.
Under treåringssäsongen segrade hon i Rachel Alexandra Stakes och Ashland Stakes, innan hon segrade i Kentucky Oaks, stonas motsvarighet till Kentucky Derby. Då hon segrade i Breeders' Cup Distaff samma år, var det första gången hon mötte äldre hästar.
Monomoy Girl tävlade inte vid fyra års ålder efter att ha drabbats av kolik. Som femåring 2020 blev hon obesegrad i fyra starter, inklusive Ruffian Stakes, La Troienne Stakes och en andra seger i Breeders' Cup Distaff. Hon såldes på auktion i november 2020 för 9,5 miljoner dollar. Hennes nya ägare bestämde att hon skulle fortsätta sin tävlingskarriär, och hon började sin sexåringssäsong med att segra i Bayakoa Stakes den 13 mars 2021.
Den 22 september 2021 meddelade Spendthrift Farm att Monomoy Girl avslutat sin tävlingskarriär. I meddelandet sa tränare Brad Cox att Monomoy Girl fått en fraktur under ett träningspass dagen innan på Churchill Downs.
Med mer än 4,7 miljoner dollar insprunget, avslutade Monomoy Girl tävlingskarriären som Nordamerikas femte vinstrikaste sto på dirttrack efter Midnight Bisou, Zenyatta, Beholder och Royal Delta.